# Prefectura de Hiroshima
La prefectura de Hiroshima (広島県 Hiroshima-ken?) es una prefectura de la región de Chūgoku, en la isla de Honshu, en Japón. Tiene una población estimada, a inicios de septiembre de 2022, de 2 760 936 habitantes.
La capital es la ciudad de Hiroshima.
Esta capital es muy importante, ya que hay muchas zonas de industria y comercio, como la industria farmacéutica, industria textil e industria automotriz.

## Geografía

### Ciudades
- Akitakata
- Etajima
- Fuchū
- Fukuyama
- Hatsukaichi
- Higashihiroshima
- Hiroshima (capital)
- Kure
- Mihara
- Miyoshi
- Onomichi
- Ōtake
- Shōbara
- Takehara

### Pueblos y villas
Estos son los pueblos y villas de cada distrito:
- Distrito de Aki
  - Fuchū
  - Kaita
  - Kumano
  - Saka
- Distrito de Jinseki
  - Jinsekikōgen
- Distrito de Sera
  - Sera
- Distrito de Toyota
  - Ōsakikamijima
- Distrito de Yamagata
  - Akiōta
  - Kitahiroshima

## Demografía
En 2006, la ciudad tenía una población estimada de 1.154.391 habitantes, mientras que el total de la población para el área metropolitana fue estimada en 2.043.788 en el año 2000. La superficie total de la ciudad es 905,08 km², con una densidad de 1.275,4 habitantes por km².
La población en torno a 1910 fue de 143.000 habitantes, antes de la Segunda Guerra Mundial, la población de Hiroshima había aumentado a 360.000, y llegaron a un máximo de 419.182 habitantes en 1942. A raíz de los bombardeos atómicos en 1945 por parte de Estados Unidos, la población se redujo a 137.197 habitantes.
En 1955, la población de la ciudad había regresado a los niveles anteriores a la guerra [21].

## Gastronomía
Hiroshima es conocida por el Okonomiyaki, que consiste en una masa de ñame rallado, trigo y huevo a la que se incorporan una gran variedad de ingredientes y que generalmente se sirve y cocina en una plancha delante del cliente. Los ingredientes típicos son huevo, col, brotes de soja y rodajas de carne de cerdo, aderezados con salsa para okonomiyaki, mayonesa y aonori. Otros ingredientes típicos son calamares, pulpo, queso, mochi, kimchi y fideos soba, aunque pueden variar en función de la preferencia del cliente.